# 英煦
英煦（1842年—？），字和卿，號曙樓，又號鶴清，赫舍里氏，满洲镶黄旗人。同治十年进士出身，光绪五年任福建副考官，十一年任云南主考官，光绪十三年，任盛京刑部侍郎，十四年任四川学政。工诗文，著有《红藤馆诗》。